# 新索菲伊夫卡 (扎波羅熱州)
47°54′14″N 35°23′37″E / 47.90389°N 35.39361°E
新索菲伊夫卡（烏克蘭語：Новософіївка）是位於烏克蘭東南部的村莊，由扎波羅熱州扎波羅熱区的馬特維伊夫卡市鎮負責管轄。該村始建於1913年，面積1.1平方公里，2001年人口410，人口密度每平方公里384.3人。